# Cấm Sơn
Cấm Sơn là một xã thuộc huyện Lục Ngạn, tỉnh Bắc Giang, Việt Nam.

## Địa lý
Xã Cấm Sơn có diện tích 41,39 km², dân số năm 2023 là 5.388 người, mật độ dân số đạt 130 người/km².

## Lịch sử
Ngày 10 tháng 7 năm 1958, Bộ Nội vụ ban hành Nghị định số 225-NV về việc thành lập xã Tân Sơn trên cơ sở 6 thôn: Bả, Bến, Cấm, Hoa, Mân, Mông của xã Cấm Sơn.
Xã Cấm Sơn còn lại 7 thôn: Bắc Hòa, Dông Dàu, Khuôn Hà, Khuôn Hóa, Khuôn Phải, Khuôn So, Khuôn Tơ.
Ngày 27 tháng 10 năm 1962, Quốc hội ban hành Nghị quyết về việc thành lập tỉnh Hà Bắc trên cơ sở tỉnh Bắc Giang và tỉnh Bắc Ninh. Khi đó, xã Cấm Sơn thuộc huyện Lục Ngạn, tỉnh Hà Bắc.
Ngày 6 tháng 11 năm 1996, Quốc hội ban hành Nghị quyết về việc chia tỉnh Hà Bắc thành tỉnh Bắc Giang và tỉnh Bắc Ninh. Khi đó, xã Cấm Sơn thuộc huyện Lục Ngạn, tỉnh Bắc Giang.